# Kanton Millas

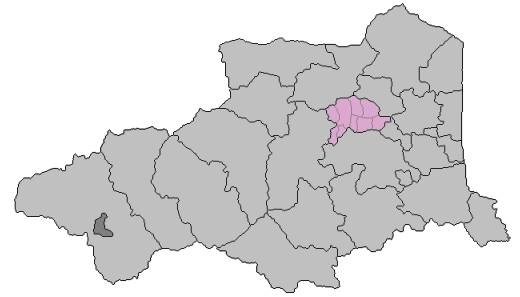
Lage im Département Pyrénées-Orientales

Der Kanton Millas war bis 2015 ein französischer Wahlkreis im Arrondissement Perpignan, im Département Pyrénées-Orientales und in der Region Languedoc-Roussillon. Sein Hauptort war Millas. Vertreterin im Generalrat des Départements war zuletzt von 2011 bis 2015 Françoise Bigotte (DVG).
Der Kanton war 94,09 km² groß und hatte 23.008 Einwohner (Stand 1. Januar 2012), was einer Bevölkerungsdichte von 230 Einwohnern pro km² entsprach.

## Gemeinden
Der Kanton bestand aus neun Gemeinden:
| Gemeinde             | Einwohner Jahr | Fläche km² | Bevölkerungsdichte | Code INSEE | Postleitzahl |
| -------------------- | -------------- | ---------- | ------------------ | ---------- | ------------ |
| Corbère              | 721 (2013)     | 7,25       | 99 Einw./km²       | 66055      | 66130        |
| Corbère-les-Cabanes  | 1.149 (2013)   | 4,14       | 278 Einw./km²      | 66056      | 66130        |
| Corneilla-la-Rivière | 1.989 (2013)   | 11,9       | 167 Einw./km²      | 66058      | 66550        |
| Millas               | 4.077 (2013)   | 19,12      | 213 Einw./km²      | 66108      | 66170        |
| Néfiach              | 1.227 (2013)   | 8,81       | 139 Einw./km²      | 66121      | 66170        |
| Pézilla-la-Rivière   | 3.374 (2013)   | 15,62      | 216 Einw./km²      | 66140      | 66370        |
| Saint-Féliu-d’Amont  | 985 (2013)     | 6,11       | 161 Einw./km²      | 66173      | 66170        |
| Saint-Féliu-d’Avall  | 2.572 (2013)   | 10,79      | 238 Einw./km²      | 66174      | 66170        |
| Le Soler             | 7.300 (2013)   | 10,35      | 705 Einw./km²      | 66195      | 66270        |

## Bevölkerungsentwicklung
| 1962   | 1968   | 1975   | 1982   | 1990   | 1999   | 2006   | 2011   |
| ------ | ------ | ------ | ------ | ------ | ------ | ------ | ------ |
| 11.289 | 12.238 | 12.444 | 14.354 | 16.120 | 18.428 | 20.601 | 22.638 |